# Koyunbinasi
Koyunbinasi (ryska: Коюнбинаси, azerbajdzjanska: Qoyunbinəsi) är en ort i Azerbajdzjan.   Den ligger i distriktet Yevlax Rayonu, i den centrala delen av landet, 240 km väster om huvudstaden Baku. Koyunbinasi ligger 64 meter över havet och antalet invånare är 2 695.
Terrängen runt Koyunbinasi är platt. Runt Koyunbinasi är det ganska tätbefolkat, med 129 invånare per kvadratkilometer.. Närmaste större samhälle är Yevlakh, 14,0 km nordost om Koyunbinasi.
Trakten runt Koyunbinasi består till största delen av jordbruksmark.